# Política (Córdoba)
Política fue un periódico español publicado en Córdoba entre 1930 y 1932.

## Historia
Fue fundado en 1930 por el político y periodista cordobés Joaquín García Hidalgo. Editado originalmente como un semanario, poco después pasaría a editarse diariamente. Al frente del diario destacaría Fernando Vázquez Ocaña. En diciembre de 1930 fue brevemente suspendido por las autoridades, aunque reaparecería nuevamente en 1931. A lo largo de su existencia mantuvo una línea editorial exaltada y claras simpatías socialistas, aunque no llegó a estar relacionado directamente con el PSOE. Terminaría desapareciendo en 1932, víctima de los problemas económicos. Sería sucedido por El Sur.